# Guillem III de Santmartí
Guillem III de Santmartí (mort el 1189) fou un noble català, senyor dels castells d'Olèrdola, Sant Martí Sarroca, Subirats, Lavit, Eramprunyà, Selma, Castellet, Montbui i Montornès.

## Biografia
Fill de Jordà de Santmartí i d'Anglesa succeí al seu pare l'any 1167. Sembla que ja governava desde el decenni dels 1140's el castell d'Eramprunyà, en vida encara de son pare. El 1136 el comte Ramon Berenguer IV li donà en matrimoni la dama Beatriu de Montcada, divorciada del Gran Senescal Guillem Ramon I de Montcada. Compartí en vida d’ella una part de les rendes del Senescal. El 1142, consta que Guillem III de Santmartí, la seva muller Beatriu de Montcada i el seu fill Guillem cediren el castell de Selma amb tots els seus termes i en franc alou als templers. El 31 de maig de 1143, encomanà la castlania del castell d’Eramprunyà, a Pere de Santa Oliva, fill del vicari d’Eramprunyà, Guillem Ramon, que en testar poc temps abans (el 17 de març de 1143) havia deixat al seu fill el seu càrrec als castells d’Eramprunyà i Santa Oliva. Els drets que per raó del càrrec pertocaven a Pere de Santa Oliva eren els següents: 10 somades d’ordi, 10 de raïm i una hemina de blat sobre els delmes d’Eramprunyà abans que es repartissin, més la meitat dels dits delmes; els drets de la farga de Sant Climent, el feu de Sant Martí Sarroca i els que corresponguessin al castell d’Eramprunyà. Guillem III de Santmartí, a més, li donà la jurisdicció sobre tots els cavallers del terme, el terç dels mals usos, la meitat dels plets, totes les troballes en mar o en terra i un terç dels naufragis. Les quantitats rebudes per establiment dels masos de vídues o abandonades, el quart dels peixos grossos i l’autorització per caçar a la seva completa llibertat. S'estipula que la recaptació dels delmes es faria en un punt situat dins els termes jurisdiccionals del castell, que es designaria de comú acord entre senyor i feudatari. Finalment, aquest prometé fidelitat a aquell, que li lliuraria les postats del castell tants cops com fossin requerides i que el seguiria en hosts i cavalcades, al front dels cavallers subjectes a la seva senyoria, per raó del feu d’Eramprunyà. El 1149 participà a la presa de Lleida, on hi rebé unes cases (1150). Pels anys 1152-54 tingué entrada al seguici i consell de Ramon Berenguer IV. El 1160 cedí les cases de Lleida a l’orde de l’Hospital. Devers el 1171 fou un dels negociadors dels acords tributaris del rei Alfons I el Cast amb els sarraïns de Múrcia. El 1177 el bisbe i la canònica de la seu de Barcelona van porta a judici a Guisla de Banyeres, muller de Guillem de Santmartí, per usurpació de drets que la mitra tenia a l’esmentat castell. Degut a la seva gestió el llinatge dels Santmartí comença a decaure, ja que els successors es veuran obligats a vendre part del patrimoni per sufragar els seus deutes. Prova d'això és que al seu testament de 1180 ja s'indica que no té el domini directe dels castell de Lavit.
En el seu testament de 1189,degut a que el seu fill Ferrer de Santmartí és un nadó, deixa als seus marmessors els castells d'Eramprunyà, Sant Martí Sarroca, Olèrdola i Castellet així com altres béns seus al Garraf fins que amb les rendes d'aquestes propietats s'haguessin pagat els seus deutes. També deixa la facutat de defensar el castell de Montornès a Guillem Ramon.

## Núpcies i descendència
Es casà en primer lloc amb Beatriu de Montcada (morta abans 1163), amb qui tingué:
- Guillem de Santmartí (mort abans que ell)

En segones núpcies amb Guisla de Banyeres amb qui no tingué descendència i en terceres amb Alamanda de Castellví, amb qui tingué:
- Blanca
- Ferrer de Santmartí (1189-1247)